# الدوري الباراغواياني لكرة القدم 1998
الدوري الباراغواياني لكرة القدم 1998 (بالإسبانية: Campeonato Paraguayo de Fútbol 1998)‏ هو الموسم 88 من الدوري الباراغواياني لكرة القدم. كان عدد الأندية المشاركة فيه 12، وفاز فيه أوليمبيا أسونسيون.